# Steffen Deibler
Steffen Deibler (född 10 juli 1987) är en tysk elitsimmare från Biberach an der Riß. Han är världsrekordhållare på 50 m fjärilsim (kortbana).